# 오야마 가시와
오야마 가시와(大山柏)는 일본의 고고학자, 보신 전쟁 연구가, 육군군인, 귀족원의원이다. 육군 소령, 종2위, 공작, 문학박사(게이오기주쿠 대학, 1945년).
고고학자로서 일본 고고학의 기초를 쌓았다. 부친 오야마 이와오 공작은 메이지 유신의 원로 중 한명이며 모친은 고노에 아쓰마로 공작의 장녀 다케코(武子)이며 장남 아즈사는 역사학자, 차남 가쓰라는 해양생물학자이다.

## 같이 보기
- 고노에 후미마로, 고노에 히데마로, 고노에 나오마로, 미야가와 다다마로 - 가시와의 외숙들

| 전임 오야마 이와오 | 제2대 오야마 공작가 당주 1916년 ~ 1947년 | 후임 화족제도 폐지 |